# Ratspensionär
Ein Ratspensionär (niederländisch Raadspensionaris; im Deutschen manchmal falsch „Großpensionär“ genannt) war der Staatssekretär von Holland und Westfriesland zur Zeit der Republik der Vereinigten Niederlande.

## Historie
Das Amt des Ratspensionärs wurde im Jahre 1617 als Nachfolger des Landesadvokaten eingeführt. Er gehörte zwar als besoldeter Beamter nicht zu den städtischen Regenten (Patriziat), entstammte aber dieser Gesellschaftsschicht. Der Ratspensionär leitete nicht bloß die Geschäfte seiner Provinz, sondern infolge des Übergewichts von Holland die der ganzen Republik und war in hohem Maße auch für die auswärtige Politik der Republik der Vereinigten Niederlande zuständig.
Bedeutende Ratspensionäre in der Blütezeit der Niederlande waren:
- Johan van Oldenbarnevelt, von 1586 bis 1619 (Ratspensionär ab 1617; davor Landesadvokat)
- Adriaan Pauw von 1631 bis 1636 sowie 1651 bis 1653
- Johan de Witt, von 1653 bis 1672
- Gaspar Fagel, von 1672 bis 1688
- Anthonie Heinsius, von 1689 bis 1720
- Simon van Slingelandt, von 1727 bis 1736

Am Ausklang der Batavischen Republik in den Jahren 1805/1806 verband das Amt des Ratspensionärs zugleich die Positionen des Staatsoberhauptes und Regierungschef.